# Le Feu sous la peau (film, 1985)
Pour les articles homonymes, voir Le Feu sous la peau.
Pour plus de détails, voir Fiche technique et Distribution.
Le Feu sous la peau est un film érotique français réalisé par Gérard Kikoïne, sorti en 1985.

## Synopsis
Un jeune Américain passe l'été en France dans le manoir familial d'un de ses amis d'université. Une fois sur place, ce dernier séduit la mère et les deux sœurs.

## Fiche technique
- Titre original : Le Feu sous la peau
- Réalisation : Gérard Kikoïne
- Scénario : Gérard Kikoïne et André Koob, d'après le roman de Dominique Labarrière
- Musique : Vincent Malone
- Décors : Éric Pasquier
- Costumes : Brigitte Hetchter et Marie Velasquez
- Photographie : Gérard Loubeau et Raoul Pacioselli
- Son : Pierre Aubry
- Montage : Caroline Gombergh
- Production : André Koob
- Directeur de production : Michel Gallon
- Chef de production : Jean-Marie Pallardy
- Sociétés de production : Eurogroup Film et Multimedia Film Diffusion
- Sociétés de distribution : Eurogroup Film
- Pays d’origine :  France
- Langue originale : français
- Format : couleur — 35 mm
- Genre : érotique, drame
- Durée : 93 minutes
- Box-office  France : 24 462 entrées[1]
- Date de sortie : 
  - France : 17 juillet 1985
- Classification CNC [2],[3] : interdit aux moins de 16 ans (visa d'exploitation no 52788 délivré le 8 mars 1985)

## Distribution
- Kevin Bernhardt : Raphael
- Eva Czemerys : Audrey
- Michaël Jacob : Alexis
- Lydie Denier : Priscilla
- Philippe Mareuil : Georges
- Marie Bossee : Bulle
- Cornélia Wilms : 	Madeleine
- Veronique Beguin : Aurélia
- Georges Saint-Yves : le docteur